# MTV Europe Music Awards/Best Cover
Der MTV Europe Music Awards for Best Cover wurde nur einmal bei der Eröffnungsveranstaltung MTV Europe Music Awards 1994 vergeben. Der Award richtete sich an die beste Coverversion eines Musikstücks. Die Band Gun bekam den Award für ihre Version des Cameo-Klassikers Word Up!.
| Jahr          | Künstler              | Song           | ursprünglicher Interpret | EN |
| ------------- | --------------------- | -------------- | ------------------------ | -- |
| 1994          |                       |                |                          |    |
| Gun           | Word Up!              | Cameo          | [ 1 ]                    |    |
| Ace of Base   | Don’t Turn Around     | Tina Turner    | [ 1 ]                    |    |
| Big Mountain  | Baby, I Love Your Way | Peter Frampton | [ 1 ]                    |    |
| Pet Shop Boys | Go West               | Village People | [ 1 ]                    |    |
| Wet Wet Wet   | Love Is All Around    | The Troggs     | [ 1 ]                    |    |